# Taekwondo-Europameisterschaften 1990
Die Taekwondo-Europameisterschaften 1990 fanden vom 18. bis 21. Oktober 1990 in Aarhus, Dänemark, statt. Veranstaltet wurden die Titelkämpfe von der European Taekwondo Union (ETU). Insgesamt fanden 16 Wettbewerbe statt, jeweils acht bei Frauen und Männern in unterschiedlichen Gewichtsklassen.
Erfolgreichste Nation war die Türkei vor Gastgeber Dänemark und Deutschland mit fünf Gold-, vier Silber- und fünf Bronzemedaillen. Die deutschen Kämpfer sicherten sich drei Europameistertitel und gewannen außerdem zwei weitere Bronzemedaillen. Eine Silbermedaille gewann die Österreicherin Judith Pirchmoser.

## Medaillengewinner

### Frauen
| Gewichtsklasse | Gold                   | Silber              | Bronze                   |
| -------------- | ---------------------- | ------------------- | ------------------------ |
| - 43 kg        | Arzu Ceylan            | Helle Panzieri      | Sabrina Agarbati         |
| - 43 kg        | Arzu Ceylan            | Helle Panzieri      | María Rosa Moreno        |
| - 47 kg        | Serpil Gür             | Piera Muggiri       | Loles Ballester          |
| - 47 kg        | Serpil Gür             | Piera Muggiri       | Aleka Frantzi            |
| - 51 kg        | Anne-Mette Christensen | Raquel Palacios     | Triantafillia Karasiouna |
| - 51 kg        | Anne-Mette Christensen | Raquel Palacios     | Döndü Şahin              |
| - 55 kg        | Sarah Maitimu          | Idoya Jiménez       | Sibel Dinçer             |
| - 55 kg        | Sarah Maitimu          | Idoya Jiménez       | Yvonne Tillmann          |
| - 60 kg        | Ziyada Boztepe         | Judith Pirchmoser   | Elena Benítez            |
| - 60 kg        | Ziyada Boztepe         | Judith Pirchmoser   | Patricia Reynolds        |
| - 65 kg        | Coral Bistuer          | Kirsimarja Koskinen | Brigitte Gefroy          |
| - 65 kg        | Coral Bistuer          | Kirsimarja Koskinen | Şeyda Şerifoğlu          |
| - 70 kg        | Angelika Biegger       | Gunhild Wallden     | Yahzi Hava               |
| - 70 kg        | Angelika Biegger       | Gunhild Wallden     | Veera Liukkonen          |
| + 70 kg        | Bettina Hipf           | Mine Arduç          | Gethimani Orfanidou      |
| + 70 kg        | Bettina Hipf           | Mine Arduç          | Anna Widehov             |

### Männer
| Gewichtsklasse | Gold                  | Silber              | Bronze            |
| -------------- | --------------------- | ------------------- | ----------------- |
| - 50 kg        | Gergely Salim         | Cihat Kutluca       | Salah Abousaid    |
| - 50 kg        | Gergely Salim         | Cihat Kutluca       | Thomas Hermann    |
| - 54 kg        | Josef Salim           | Thierry Dedegbe     | Ekrem Boyalı      |
| - 54 kg        | Josef Salim           | Thierry Dedegbe     | Francisco Hernán  |
| - 58 kg        | Michael Østergaard    | Domenico D’Alise    | Ángel Alonso Ríos |
| - 58 kg        | Michael Østergaard    | Domenico D’Alise    | Alberto Kleber    |
| - 64 kg        | Musa Çiçek            | Sadık Oflu          | Tommy Mortensen   |
| - 64 kg        | Musa Çiçek            | Sadık Oflu          | Hubert Sinègre    |
| - 70 kg        | Georg Streif          | Eleftherios Glanias | Timo Karjalainen  |
| - 70 kg        | Georg Streif          | Eleftherios Glanias | Enrique Mendaza   |
| - 76 kg        | Antonio Pérez Acevedo | Osman Şener Özsoy   | Nico Forsberg     |
| - 76 kg        | Antonio Pérez Acevedo | Osman Şener Özsoy   | Marcello Pezzolla |
| - 83 kg        | Metin Şahin           | Leendert Verwaij    | Lennox Carty      |
| - 83 kg        | Metin Şahin           | Leendert Verwaij    | Robert Tomašević  |
| + 83 kg        | Ali Şahin             | Tonny Sørensen      | Nebojsa Ciric     |
| + 83 kg        | Ali Şahin             | Tonny Sørensen      | Ivan Radoš        |

## Medaillenspiegel
| Platz  | Land                   | Gold | Silber | Bronze | Gesamt |
| ------ | ---------------------- | ---- | ------ | ------ | ------ |
| 1      | Türkei                 | 5    | 4      | 5      | 14     |
| 2      | Dänemark               | 4    | 2      | 1      | 7      |
| 3      | Deutschland            | 3    | −      | 2      | 5      |
| 4      | Spanien                | 2    | 2      | 6      | 10     |
| 5      | Italien                | 1    | 2      | 2      | 5      |
| 6      | Niederlande            | 1    | 1      | 2      | 4      |
| 7      | Frankreich             | −    | 1      | 4      | 5      |
| 8      | Griechenland           | −    | 1      | 3      | 4      |
| 9      | Finnland               | −    | 1      | 2      | 3      |
| 10     | Norwegen               | −    | 1      | −      | 1      |
| 10     | Österreich             | −    | 1      | −      | 1      |
| 12     | Jugoslawien            | −    | −      | 2      | 2      |
| 12     | Schweden               | −    | −      | 2      | 2      |
| 14     | Vereinigtes Königreich | −    | −      | 1      | 1      |
| Gesamt | Gesamt                 | 16   | 16     | 32     | 64     |